# Il nostro amico Martin
Il nostro amico, Martin (Our Friend, Martin) è un film d'animazione scopo educativo del 1999 sul tema dei diritti civili e della figura di Martin Luther King.
Due ragazzi viaggiano magicamente nel tempo e fanno la coscienza di Martin, vivendo le varie fasi del movimento per i diritti civili in America dagli anni 40 ai 60.

## Trama
Miles è uno spiritoso ragazzo afroamericano, appassionato di baseball ma non tanto attento in storia. Quel giorno infatti la sua insegnante, Miss Clark, gli fa notare il basso voto che ha presso nell'ultimo periodo e per farlo recuperare, decide di cominciare con la visita al museo dedicato a Martin Luther King Jr, che è anche il nome della scuola di Miles. Arrivati nella casa di Martin ed entrando nella sua camera da letto Miles e il suo migliore amico Randy, un ragazzo bianco, vengono sorpresi dalla supervisore Mrs. Peck che gli lascia lì senza prima aver sistemato un vecchio orologio da polso. Appena posato l'orologio sul comodino i ragazzi, toccando un vecchio guantone da baseball, vengono teletrasportati indietro nel tempo fino al 1941 dove fanno subito la conoscenza del dodicenne Martin Luther King Jr intento a giocare con alcuni ragazzi bianchi in un campo.
Il gioco finisce quasi subito a causa della madre dei ragazzini, che gli rimprovera duramente poiché giocano con un bambino di colore, cioè Martin. Il viaggio prosegue e i ragazzi si ritrovano tre anni dopo su un treno segregato re-incontrando Martin, ormai adolescente, di ritorno dagli studi. Nei due momenti Martin esprime quanto sia ingiusta la situazione in cui versa lui e la sua gente, ma spiega anche che reagire con la violenza alla violenza peggiorerebbe solo le cose e lo dimostra ancora più fermamente durante il boicottaggio dei bus a Montgomery. Qui Martin, divenuto reverendo, dice alla gente di colore di non reagire, in risposta all'attacco scampato che la sua famiglia ha subito. Randy e Miles assistono anche a questo momento e nell'ultimo salto essi si ritrovano persino ad assistere alla repressione dei moti di Birmingham del 1963, prima di tornare nel presente ormai segnati dall'evento.
A scuola Randy e Miles guardano insieme alla classe una cassetta VHS sui diritti civili e il movimento di Martin. Il bullo Kyle e la ragazza latina Maria notano subito la presenza dei ragazzi nei filmati e vogliono vederci chiaro. Così seguono Miles e Randy al museo e vengono coinvolti in un nuovo viaggio nel tempo dai primi, che gli porta tutti e quattro nella marcia su Washington del 1963 non prima che Mrs. Peck gli avverta che cambiare il passato ha delle ripercussioni sul presente. 
Nel bel mezzo della marcia essi non re-incontrano solo Martin, intento fare il suo famoso discorso I have a dream, ma anche la loro insegnante Miss Clark da giovane, che racconta ai ragazzi quanto l'opera di King stia avendo importanza non solo per gli afroamericani ma per tutti, di qualunque religione, sesso o etnia.
Ritornati al museo Miles, Randy, Kyle e Maria apprendono della morte violenta di King a Memphis e decidono insieme, di compiere un ultimo salto nel passato e portare il dodicenne Martin nel presente. Questa però si rivela una mossa sbagliata! Miles e Martin si ritrovano in un mondo in cui i pregiudizi, la segregazione e il razzismo hanno avuto la meglio. Il suo amico Randy non è più suo amico ed è razzista, così come Kyle. La sua scuola è separata e si chiama Robert Edward Lee, Maria fa la cameriera e non parla inglese, Miss Clark è un insegnante sottomessa e trattata male dal preside e la madre di Miles è povera così come lui.
Capendo la gravità del gesto, Miles lascia che Martin ritorni indietro, dopo che egli gli ha dato l'ultimo affettuoso saluto. Non appena Martin valica la soglia della sua diroccata casa essa inizia a ricostruirsi da sola. Il mondo ritorna alla normalità, anche se a costo di un sacrificio. Miles, Randy, Kyle e Maria si ritrovano felici e decidono di portare avanti l'opera di King. Miles prende persino un voto alto a scuola. Nella scena finale, Mrs. Peck chiude tranquillante la camera da letto di Martin al museo, dando così inizio ai titoli di coda.